# マティック
マティック（Matich）はかつて存在したオーストラリアのレーシングコンストラクター。
レーシングドライバー兼エンジニアのフランク・マティックによって1967年にシドニーで創業し、1974年までレーシングカーを製造した。
マティックのマシンはF1以前のオーストラリアグランプリで2度の優勝を飾り、特に1976年の優勝はオーストラリア製のマシン・エンジンによる最後の母国グランプリ優勝として記録されている。

## SR3
マティック・SR3は1967年にボブ・ブリットンがマティックのために作成したグループAスポーツカー。
当初はオールズモビル製V8エンジンを搭載し、同年のオーストラリア・ツーリスト・トロフィーで優勝。
その後エンジンはレプコ製4.4リッターV8エンジンに変更され2台のSR3で1967年カナディアン-アメリカン・チャレンジカップに参戦するがノーポイントに終わる。
翌年のオーストラリア・ツーリスト・トロフィーにもレプコエンジンのまま参戦し、昨年に続き優勝した。

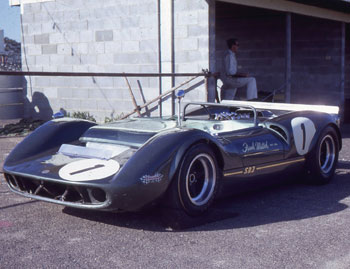
マティック・SR3 サーファーズ・パラダイスのピット脇にて(1968)
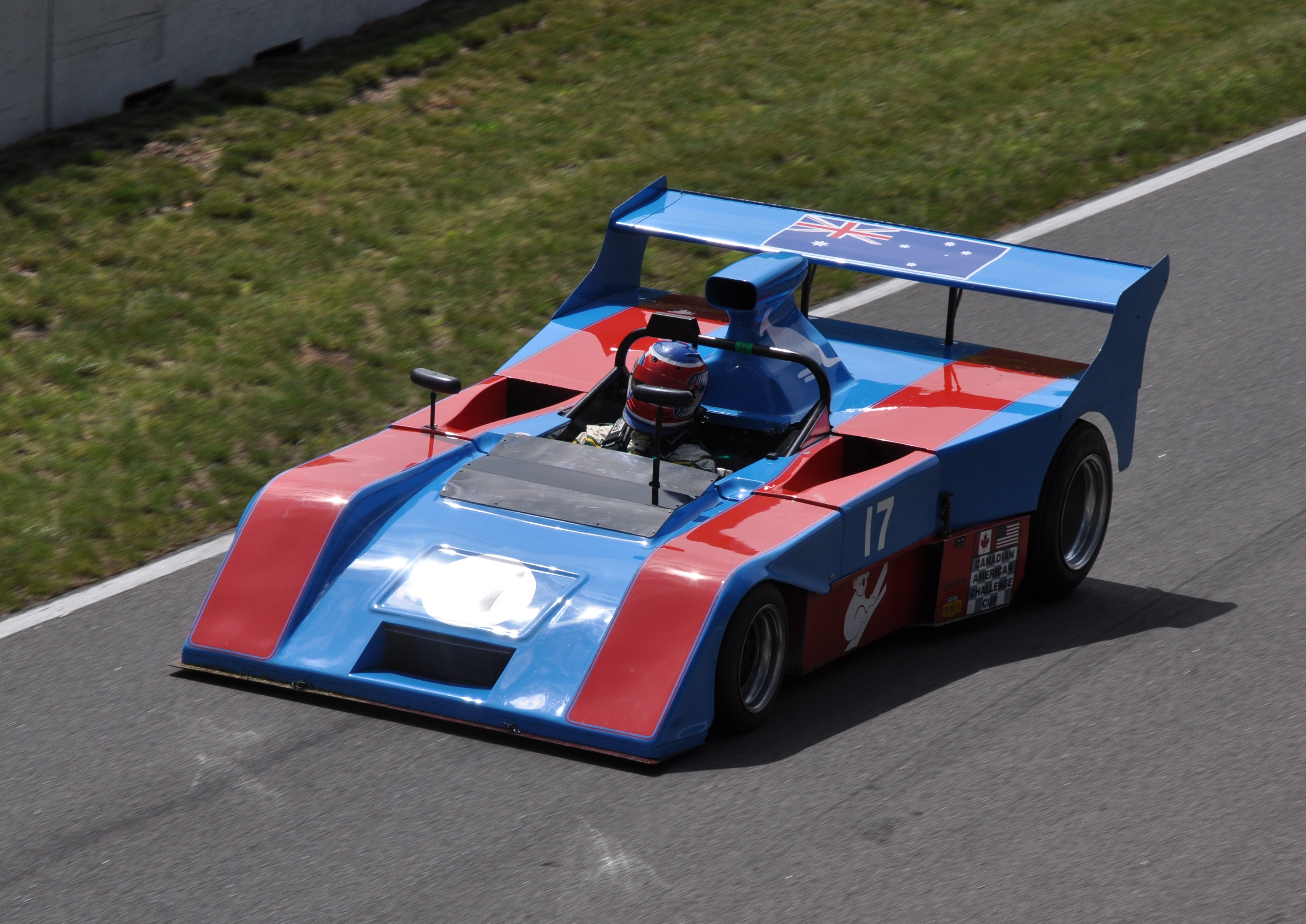
ボディを改造されたSR3 (2010)

## SR4
1969年、ヘンリー・ネリーベッキの協力によりレプコ740 V8クアッドカムエンジンを搭載したまったく新しいマシン、SR4が完成。
その年始まったオーストラリア・スポーツカー選手権に2台体制で参戦。オーナーでもあるフランク・マティックによって全戦全勝を果たし年間チャンピオンを獲得する圧倒的強さを見せつけた。

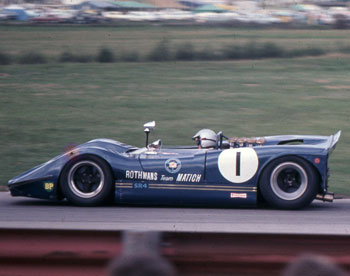
クイーンズランド・スポーツカー選手権にてフランク・マティックがドライブするSR4(1969)
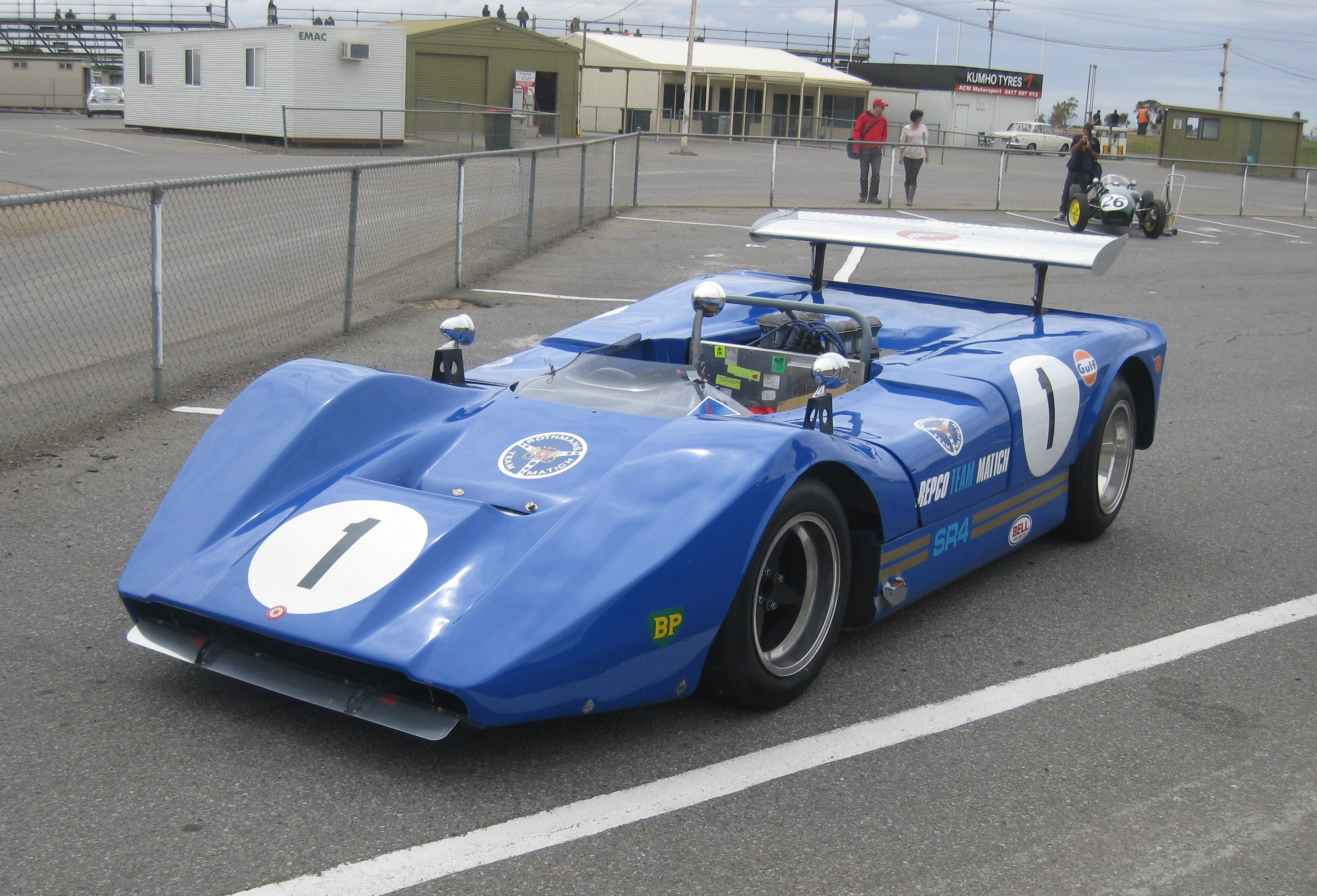
マティック・SR4(2013)
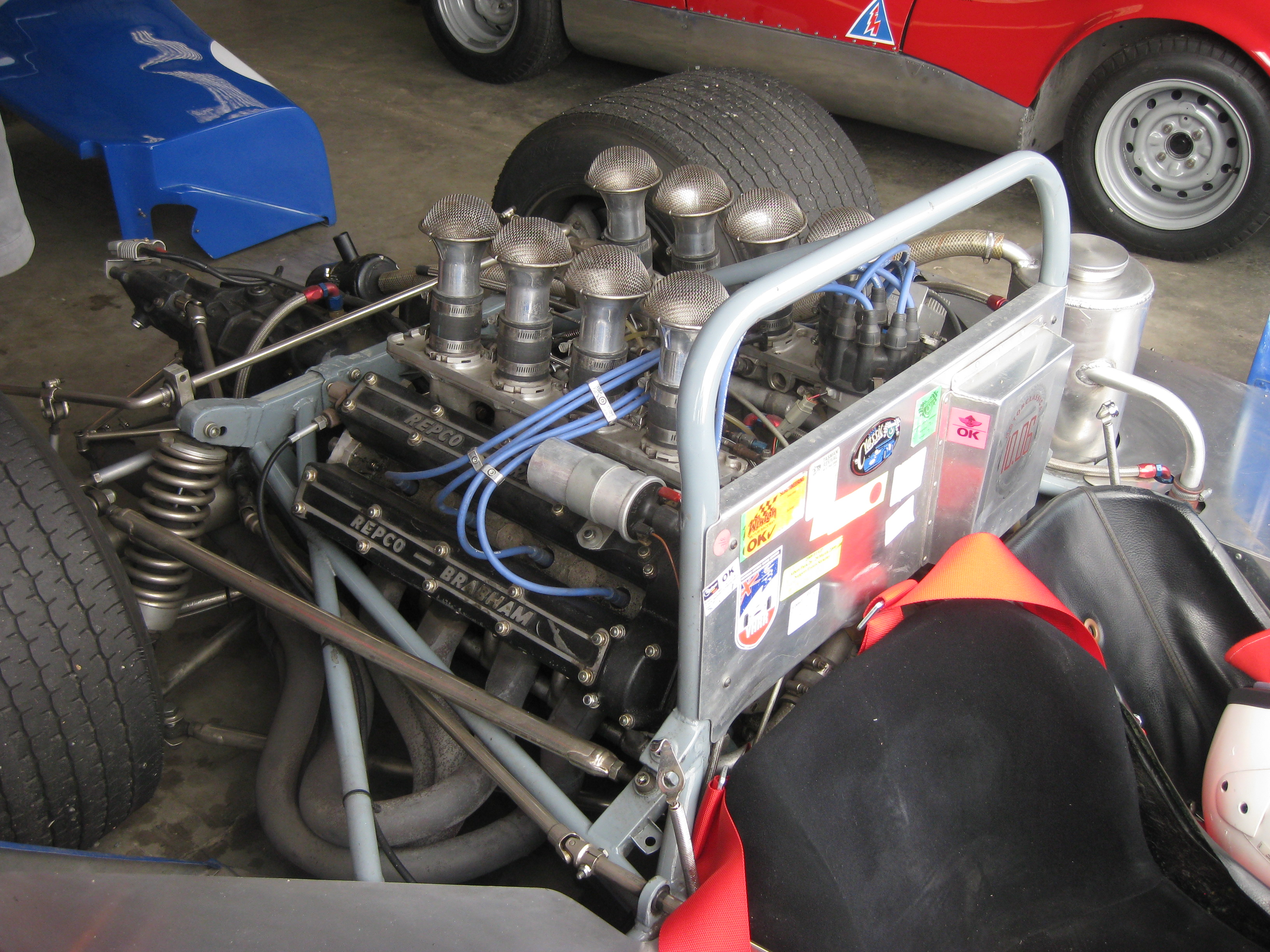
SR4に搭載されたレプコ・ブラバム 760シリーズ 5.0L クアッドカムV8エンジン

## SR4B / SR5
SR4Bは1969年のスポーツレーシングカーで、ロータス製ツインカムエンジンを搭載していた。
1970年にはSR5と改称し、ワゴット製2.0Lエンジンに載せ替えられた。

## A50 / A51 / A52 / A53

### A50
1971年にオーストラリア・フォーミュラ1（オーストラリアの国内カテゴリで、F1世界選手権とは無関係）にフォーミュラ5000の規定が適用された後、フランク・マティックとヘンリー・ネリーベッキは、マティックの名を冠した初のシングルシーターのオープンホイールマシンA50を完成させる。
独立したフロントサスペンション、コックピット、リアエンドを備えたマシンで、レプコ・ホールデン製5.0L V8エンジンを搭載。
なお、元になったのはマクラーレン・M10Bであり、1970年にマティックはマクラーレンからF5000仕様のM10B開発を引き継ぎそのマシンをマクラーレン・M10Cと名付けていた。それをさらに改良したのがA50である。生産台数は4台。
11月に開催された1971年オーストラリアグランプリではマティック自らのドライブによりポール・トゥ・ウィンを達成。
3ヶ月後の翌年2月に開催された1972年オーストラリアグランプリでもポールポジションを獲得し、5周目に排気系のトラブルでリタイアするまでレースをリードした。
その後もマティックは国内レースにA50で参加し、1972年オーストラリア・ドライバーズ選手権でチャンピオンに輝いた。

### A51
1973年にアメリカで開催されるL&M選手権のためにA50を改良した2台のマシン、A51が用意された。
シャシーナンバー005はレラ・ロンバルディが2レースの間使用し、その後A53にアップデートされた。
006は後にマティックに返却されA52に改造される。

### A52
マティックが1973年のオーストラリア・ドライバーズ選手権参戦のためにA51-006を改造したマシン。
サイドラジエーターと改良型サスペンションを搭載し、ホイールベースとフロントノーズが短縮された。
ところがその年の選手権にF5000車両が4台しかエントリーしなかったためイベントは順延。結局1戦だけ出場して選手権から撤退、A52も売りに出されてしまった。後に新オーナーの元でテスト中の事故により大破。

### A53
1974年にA51-005をアップデートし、A53に改称。
同年のタスマンシリーズではマティック自らがハンドルを握り3レースに出場。サーファーズ・パラダイスのレースでは3位表彰台を獲得、最終戦のアデレードでも4位入賞する。フランク・マティックはこれを最後にレースから引退した。
マシンはジョン・ゴスに売却され、ゴスは数年間このマシンでオーストラリアの国内選手権に参加する。
1974年オーストラリア・ドライバーズ選手権では年間9位、翌年の同大会では年間13位。
1976年のロスマンズ・インターナショナル・シリーズでは5位、オーストラリア・ドライバーズ選手権では6位。オーストラリアグランプリで優勝。
1977年のロスマンズ・インターナショナル・シリーズで再び5位、オーストラリアグランプリでは3位入賞。
なお1976年のオーストラリアグランプリ優勝はオーストラリアで設計されたマシン、エンジンが入賞した最後の年である。
また、この優勝によりゴスは史上唯一のオーストラリアグランプリとバサースト1000の両方で優勝したドライバーとなった。
1977年後半にすでに旧態化しつつあったレプコエンジンをフォード製4.9Lエンジンに置換するも競争力は低下。
最終的にメル・マキウィン(Mel McEwin)に売却され、エンジンはレプコ製に戻された。

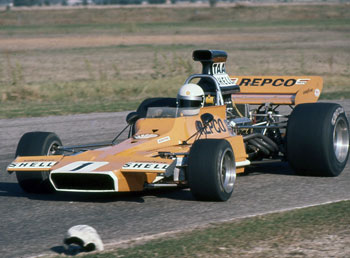
フランク・マティックのドライブするマティック・A50。サーファーズ・パラダイスにて(1972)